# Amphiscolops potocani
Amphiscolops potocani är en plattmaskart som beskrevs av Johannes G. Achatz 2008. Amphiscolops potocani ingår i släktet Amphiscolops och familjen Convolutidae. Inga underarter finns listade i Catalogue of Life.